# Georges Ramaïoli
Georges Ramaïoli, alias Simon Rocca (Nizza, 26 giugno 1945), è un fumettista francese.

## Biografia
La sua prima pubblicazione risale al 1974. Fra il 1991 e il 2006 esegue la sceneggiatura per i 15 album del ciclo Vae Victis disegnati da Jean-Yves Mitton e pubblicati dalla casa editrice francese Soleil.

## Opere

### Fumetti
In Italia sono stati pubblicati:
Ciclo: Vae Victis!
- Ambra, il banchetto di Crasso - Ambre, le banquet de Crassus (1991)
- Cloduar, il mio nome è legione - Cloduar, je me nomme légion (1992)
- Garak, il ladro di torque - Garak, le voleur de torques (1992)
- Milone, il domatore delle tempeste - Milon, le charmeur d'orages (1993)

pubblicati in Italia nel Volume: Historica - Vae Victis! -  Giulio Cesare e le guerre galliche, (Mondadori 2013) ISBN 9788877599049
- Didio, il ritorno dell'infame - Didus, le retour de l'infâme (1994)
- Budicca, la guerriera pazza - Boadicae, la guerrière folle (1995)
- York, il saltimbanco - Yorc, le bateleur (1996)
- Sligo, l'usurpatore - Sligo, l'usurpateur (1997)

pubblicati in Italia nel Volume: Historica - Vae Victis! -  Giulio Cesare e la conquista della Gallia, (Mondadori 2013) ISBN 9788877599087
- Gaio Giulio Cesare, il conquistatore Caïus Julius Caesar, le conquérant (1998)
- Arulf, l'Iceno Arulf l'icénien (1999)
- Celtillo, il Vercingetorige Celtil, le Vercingétorix (2001)
- Adua, una lupa ad Avaricum Adua, une louve hurle dans Avaricum (2001)

pubblicati in Italia nel Volume: Historica - Vae Victis – Giulio Cesare e l'invasione della Britannia, (Mondadori 2013) ISBN 9788877599148
- Titus Labienus, le stratège (2002)
- Critovax, au-delà de l'ignominie! (2004)
- Ambre à Alésia, "Cursum perficio" (2006)

pubblicati in Italia nel Volume: Historica - Vae Victis! – Il trionfo di Giulio Cesare, (Mondadori 2014) ISBN 9788877599186
- Il cacciatore di daini dal romanzo di James Fenimore Cooper. Vol. 1 (2016)
- L' ultimo dei Mohicani dal romanzo di James Fenimore Cooper. Vol. 2 (2016)
- Il lago Ontario dal romanzo di James Fenimore Cooper. Vol. 3 (2017)
- I pionieri dal romanzo di James Fenimore Cooper. Vol. 4 (2019)
- La prateria dal romanzo di James Fenimore Cooper. Vol. 5 (2020)

pubblicati in Italia dalla casa editrice Segni d'Autore